# Гиль, Мечислав
Мечислав Владислав Гиль (пол. Mieczysław Władysław Gil; 9 января 1944, Гаце-Слупецке — 29 сентября 2022, Краков) — польский профсоюзный деятель и политик, активист краковской Солидарности, организатор независимого профсоюза на металлургическом комбинате Нова-Хуты. Во время военного положения арестован и осуждён как лидер забастовки металлургов. После освобождения участвовал в антикоммунистическом протестном движении, правозащитных и католических организациях. В Третьей Речи Посполитой — видный правый деятель, один из лидеров христианской демократии, депутат сейма, сенатор от партии Право и справедливость.

## Металлург и активист
Родился в крестьянской семье из Сташувского повята. В 1963 окончил металлургическо-механический техникум в краковской Нова-Хуте, поступил на металлургический комбинат имени Ленина (HiL; ныне — ArcelorMittal Poland Oddział). Работал конвертерщиком, с 1977 редактировал заводскую газету Głos Nowej Huty.
С 1964 Мечислав Гиль состоял в правящей компартии ПОРП, однако не раз проявлял несогласие с политикой властей ПНР. В 1968 он отказался присоединиться к партийному «рабочему ополчению» для разгона студенческих демонстраций. За это был снят с должности мастера. В конце 1970-х распространял подпольный бюллетень КОС—КОР Robotnik и листовки Студенческого комитета солидарности.

## В краковской «Солидарности»
В августе 1980 Мечислав Гиль активно включился в массовое забастовочное движение. С сентября он принадлежал к руководству независимого профсоюза Солидарность в Кракове и Малопольском регионе. Был заместителем председателя профцентра Станислава Завады по работе с прессой, с ноября — сопредседатель вместе с Анджеем Цираном, в первой половине 1981 исполнял обязанности председателя.
Мечислав Гиль стоял на радикальных позициях в конфронтации «Солидарности» с ПОРП. В марте 1981, после Быдыгощского инцидента, вышел из компартии. Руководил в Кракове всепольской предупредительной забастовкой 27 марта 1981, возглавлял Рабочий комитет металлургов (KRH). В то же время Гиль придерживался линии Леха Валенсы и старался поддерживать диалог с Краковским комитетом ПОРП, во главе которого стоял «либерально» ориентированный первый секретарь Кристин Домброва. Дружественные отношения установились у профцентра с клубом левой партийной интеллигенции «Кузница».
17 мая 1981 Мечислав Гиль организовал в Кракове марш протеста против покушения на Папу Римского Иоанна Павла II. Возглавлял делегацию польской «Солидарности» на съезде Международной федерации металлистов в Вашингтоне. Участвовал в переговорах с правительством по законопроектам о профсоюзах и органах производственного самоуправления. Был делегатом I съезда «Солидарности», избран в состав Всепольской комиссии профсоюза.
Иностранные наблюдатели отмечали спокойствие в Кракове даже в бурные месяцы «Карнавала „Солидарности“». Здесь не было крупных забастовок и жёстких столкновений: «Краков приобрёл репутацию места, где партия и профсоюз могли общаться друг с другом». Взаимодействие «Солидарности» с властями по конкретным вопросам городской жизни Кракова — например, продовольственному снабжению — продолжалось до декабря 1981.

## Забастовка и арест
13 декабря 1981 в Польше было введено военное положение. Власть перешла к Военному совету национального спасения (WRON) и неформальной «Директории» генерала Ярузельского. Военно-партийный режим запретил независимый профсоюз и забастовки, интернировал тысячи активистов. Для управления Краковом был прислан военный комиссар генерал Сулима, для управления HiL — полковник Мазуркевич.
В Кракове, среди других, подлежал интернированию Мечислав Гиль. В ночь на 13 декабря воеводский комендант милиции полковник Тшибиньский направил министру внутренних дел генералу Кищаку отчёт о полном спокойствии в Кракове. Практически сразу он получил информацию, что в доме, где проживает Мечислав Гиль, готовится оборона. Был направлен наряд ЗОМО, однако Гиль сумел бежать с балкона своей квартиры. Полковник Тшибиньский предъявил за это взыскание своему заместителю по Службе безопасности (СБ) полковнику Дзяловскому.
Пробравшись на комбинат, Мечислав Гиль вместе с рабочими Станиславом Хандзликом и Яном Цесельским возглавил забастовочный комитет HiL. Подписывал постановления и воззвания комитета, вёл переговоры с администрацией предприятия и военными властями. Главной его установкой являлось непризнание неконституционного WRON, главным требованием — освобождение интернированных активистов. Гиль подчёркивал отказ от «позорных просьб помилования», верность совести и убеждениям.
Забастовка продолжалась до 16 декабря и была подавлена силами ЗОМО при армейской поддержке. Но Гиль снова скрылся от преследования.
В течение месяца Мечислав Гиль находился на нелегальном положении. Тшибиньский назначил за его поимку премию в 7 тысяч злотых (близко к среднемесячной зарплате в ПНР того времени). Схватить Гиля удалось 13 января 1982. После двух дней интернирования он был арестован СБ, отдан под суд и приговорён к четырём годам заключения. Содержался в тюрьмах Кракова, Рацибужа, Стшельце-Опольске, Клодзко, Стшелина. Участвовал в голодовке с требованием статуса политзаключённого, издавал нелегальные тюремные газеты Ekstrema и Krata, сумел получить радиоприёмник и слушать передачи Радио Солидарность.

## Подполье и возвращение
25 ноября 1983, после отмены военного положения, Мечислав Гиль был освобождён по амнистии. На работу его не принимали, группу инвалидности присвоить отказались. Жил в родном селе Гаце-Слупецке, работал на семейной ферме. Был активен в подпольных структурах «Солидарности» и Пастырстве людей труда — диссидентских структурах Костёла, связанных с «Солидарностью».
В 1984 Мечислав Гиль присоединился к Клубу католической интеллигенции. Участвовал в создании краковского Христианского рабочего университета имени Стефана Вышиньского. Был соучредителем Гражданской инициативы в защиту прав человека от насилия. 23 октября 1986 вместе с Хандзликом, Цесельским и Эдвардом Новаком восстановил KRH. Неоднократно подвергался задержаниям и допросам СБ.
Весной 1988 в Польше вновь началось массовое забастовочное движение. Гиль, Хандзлик и Цесельский возглавили забастовочный комитет HiL. Забастовка длилась с 26 апреля и 5 мая подавлена ЗОМО. Гиль был избит и арестован, но через две недели освобождён при поддержке Краковской архиепархии.
Сентябрьские забастовки 1988 власти уже не решились подавлять. Представители руководства ПОРП и «Солидарности» провели переговоры в Магдаленке, в которых участвовал и Мечислав Гиль. Повсеместно шло воссоздание независимого профсоюза. В декабре Гиль вошёл в состав Гражданского комитета «Солидарность» (KOS) под руководством Леха Валенсы. Активно восстанавливал Краковский профцентр. Входил в делегацию «Солидарности» на Круглом столе 1989, состоял в группе по социально-экономической политике и в подгруппе по жилищной политике. Восстановился на HiL, вновь возглавил KRH и организацию «Солидарности» в Нова-Хуте.

## Депутат и сенатор
На альтернативных выборах в июне 1989 Мечислав Гиль был избран в сейм ПНР как представитель KOS (получил рекордную поддержку избирателей — более 89 %). В 1990 возглавил депутатский клуб «Солидарности». Поддержал избрание Леха Валенсы президентом Польши на выборах 1990.
На парламентских выборах 1991 баллотировался от краковской правой коалиции «Солидарные с президентом». Вновь был избран депутатом сейма Польши. В 1998—2002 — советник (депутат) Сеймика Малопольского воеводства от Избирательной акции Солидарность. Работал в парламентских комиссиях по администрации, промышленной политике, расследованию событий военного положения.
В 2001 Мечислав Гиль примкнул к коалиции Избирательная акция Солидарность правицы, но не был избран в сейм. В 2005 неудачно баллотировался в сенат от Партии центра. На выборах 2011 избран в сенат от консервативной партии Право и справедливость (PiS). Оставался сенатором до 2015. Участвовал в парламентском расследовании Смоленской катастрофы.

## Политика и взгляды
Мечислав Гиль придерживался позиций правой христианской демократии. В 1996 он присоединился к Партии христианских демократов Павла Лончковского, в 1999 — к Соглашению польских христианских демократов Антония Токарчука. C 2011 примыкал к PiS Ярослава Качиньского.
Для Мечислава Гиля было характерно сочетание классовых установок с социальной доктриной польского католицизма. Он подчёркивал решающую роль рабочего движения в освобождении Польши. Позиционировался как выразитель интересов людей труда. Выступал за государственное стимулирование промышленности, ограничение иностранного капитала в банковской сфере, социальное регулирование экономики. Критиковал положение, при котором «бенефициарами реформ стали посткоммунисты, а не люди „Солидарности“». Высказывался за создание при «Солидарности» своей политической партии (до некоторой степени это реализовалось в связи профсоюза с PiS). Призывал вернуться к идеалам ранней «Солидарности». Свою роль в парламенте характеризовал как «в некотором смысле совесть трудящихся».
Также Мечислав Гиль был известен как журналист, общественный деятель и экономический эксперт. Активно организовывал помощь при катастрофическом наводнении 1997. В 1990-х основал в Кракове газеты Czas Krakowski и Nowa Gazeta (поддерживали Валенсу, вскоре прекратили издаваться). С 2005 являлся советником варшавского Агентства промышленного развития. Состоял в польском совете католической благотворительной организации Kirche in Not. Соучредитель Фонда хорошего государства. Канцлер капитула медали «Нерушимый в слове». Мечислав Гиль был женат, имел двоих детей.

## Кончина
Скончался Мечислав Гиль в Кракове в возрасте 78 лет. Первую информацию о кончине озвучило краковское отделение Института национальной памяти.